# GBH
GBH (Grievous bodily harm) is een in 1978 geformeerde Britse punkband uit Birmingham door zanger Colin Abrahall, gitarist Colin 'Jock' Blyth, bassist Sean McCarthy (na twee jaar vervangen door Ross Lomas) en drummer Andy 'Wilf' Williams. Ze tellen als mede-grondleggers van de hardcore punk. Na korte tijd werd de bandnaam gewijzigd naar Charged GBH, omdat er al een band met deze naam bestond.

## Bezetting
Oprichters
- Collin Abrahall (zang)
- Colin Blyth (gitaar)
- Sean McCarthy (basgitaar, tot 1982)
- Andrew Williams (drums, tot 1987)

Huidige bezetting
- Collin Abrahall (zang)
- Colin Blyth (gitaar)
- Ross Lomas (basgitaar, sinds 1982)
- Scott Preece (drums, sinds 1996)

Voormalige leden
- Kai Reder (drums, 1987-1992)
- Joseph Montero (drums, 1992-1996)

## Geschiedenis
GBH waren vroege pioniers van Engelse straatpunk, vaak met de bijnaam UK82, samen met Discharge, Broken Bones, The Exploited en The Varukers. GBH heeft verschillende punkrockmuzikanten beïnvloed, maar hun invloed was vooral verreikend in metal, waaronder de vroege albums van Bathory, Hellhammer/Celtic Frost en Slayer, die Sick Boy coverden van City Baby Attacked by Rats. Metallica-frontman James Hetfield heeft herhaaldelijk zijn enthousiasme voor GBH geuit en zei dat dergelijke bands voor hem het begin van thrashmetal waren. Sascha Konietzko van KMFDM heeft gezegd dat hij naar punkbands van de tweede golf heeft geluisterd voordat hij zijn eigen band begon, waarbij hij GBH als voorbeeld noemde.
De naam van de band was oorspronkelijk Charged GBH, maar werd toen afgekort tot GBH. Het is algemeen bekend dat de naam afkomstig was van de toenmalige bassist Sean McCarthy, die werd beschuldigd van het toebrengen van zwaar lichamelijk letsel (grievous bodily harm - GBH), hoewel zanger Colin Abrahall dit in 2018 ontkende en beweerde dat het gewoon een naam was zoals The UK Subs en volgens hem stonden de initialen voor 'Girls, Booze and Hash'. Hoewel de kern van Colin, Ross en Jock in de loop van hun geschiedenis hetzelfde is gebleven, werd de drumkruk steeds bezet door een aantal gevestigde betrokkenen na het vertrek van Williams na het album Midnight Madness and Beyond en de 12" ep Oh No It's GBH Again. In 1989 kwam de Duitse drummer Kai Reder die op drie albums speelde (No Need to Panic, A Fridge Too Far en From Here to Reality), evenals de 12" Wot a Bargain. Kai werd vervangen door de Amerikaan Joe 'Fish' Montanero voor één album (Church of the Truly Warped). Dit was de laatste publicatie van de band voor het Rough Justice-label. De drumkruk werd vervolgens vanaf ongeveer 1994 bezet door voormalig Bomb Disneyland/Bomb Everything-drummer Scott Preece, die tot op de dag van vandaag is gebleven en sindsdien op alle publicaties heeft gespeeld.
Gedurende hun opnamegeschiedenis heeft de band vaak een coverversie op veel van hun albums opgenomen. Boston Babies oorspronkelijk opgenomen door Slaughter & the Dogs (op City Baby Attacked By Rats), I Feel Alright van The Damned en The Stooges (op City Baby's Revenge), Avenues and Alleyways van Tony Christie (op No Need to Panic), Needle in a Haystack, oorspronkelijk van The Velvelettes (verschenen op A Fridge Too Far), Destroy van The Vibrators (op From Here to Reality) en I Need Energy van Zero Boys (op Church of the Truly Warped).
GBH begon in het begin van de jaren 1980 aan verschillende Britse en Amerikaanse tournees, waaronder verschillende optredens in de 100 Club. In 1982 bereikte GBH's eerste lp City Baby Attacked by Rats nummer 17 in de Britse albumhitlijst, evenals nummer 2 in de Britse Indiehitlijst. De singles van de band hadden ook de Britse Indiehitlijst bereikt, wat leidde tot een optreden in het Britse tv-programma The Tube, waar ze Give Me Fire uitvoerden (Britse Indiehitlijst no. 2). Tekstueel ging het album over kritiek op de Britse en Europese cultuur, geweld, morbiditeit (vooral met betrekking tot het lied Passenger on the Menu, dat in grafisch detail de ervaringen van de passagiers op de Uruguayaanse luchtmachtvlucht 571 beschrijft), atheïsme, nihilisme en humor. Muzikaal was het album luid en snel, met enkele nummers van meer dan drie minuten. Het succes van het eerste album werd herhaald met hun tweede lp City Babys Revenge in 1983. Er volgden meer uitgebreide tournees in Amerika en Europa en prominentere Britse shows, waaronder het Carlisle Punk Festival. Tijdens het Carlisle Punk Festival was de band de headliner met collega UK82-fans The Exploited en deelde ze de affiche met onder meer Toy Dolls, Chelsea en The Destructors. In 1984 verwijderde de band 'Charged' uit hun naam en werd het gewoon GBH.
Zij en veel van hun UK82-collega's zoals The Exploited, Picture Frame Seduction, Discharge en The Varukers hebben allemaal succes gehad onder punkers in de Verenigde Staten. Hoewel veel van hun tijdgenoten in de loop der jaren naar andere stijlen zijn geëvolueerd, is GBH in latere publicaties redelijk trouw gebleven aan hun oorspronkelijke UK82-geluid. De band heeft echter tot op zekere hoogte geëxperimenteerd met een meer speedmetal-verbogen geluid, met name met hun publicatie Church of the Truly Warped uit 1992, hoewel ze sindsdien zijn teruggekeerd naar een meer puristisch punkgeluid. Ze hebben genoten van een gemengde ontvangst van de muziekpers met het album From Here To Reality uit 1993, door de NME beschreven als 'zonder enige verlossende eigenschappen'. In 1997 verscheen Punk Junkies bij SOS Records en in 2002 het album Ha Ha bij Go Kart Records. In 2010 verscheen het album Perfume and Piss. 
De band is nog steeds actief en toert en heeft een sterke aanhang, zowel in het Verenigd Koninkrijk en de rest van Europa, als in de Verenigde Staten en Japan. De band bracht in 2017 hun twaalfde studioalbum Momentum uit bij Hellcat Records.
GBH geldt als een van de meest invloedrijke punkbands aller tijden. Hun harde onbuigzame stijl beïnvloedde naast de hardcore ook de ontwikkeling van de thrash- en de speedmetal. Hun eerste beide albums werden in de loop der tijd steeds weer nieuw uitgebracht, de latere albums zijn echter niet zo populair.

## Discografie

### Singles
- 1981: Leather, Bristles, Studs & Acne
- 1982: No Survivors
- 1982: Sick Boy
- 1982: Give Me Fire / Man Trap
- 1983: Catch 23 / Hellhole
- 1984: Do What You Do
- 1986: Oh No, It's GBH Again (ep)
- 1988: Wot a Bargain
- 1999: Punk as Fuck
- 2001: Punk Rock Ambulance
- 2004: Cruel & Unusual

### Albums
- 1982: City Baby Attacked by Rats
- 1984: City Baby’s Revenge
- 1986: Midnight Madness and Beyond
- 1987: No Need to Panic
- 1989: A Fridge Too Far
- 1989: No Survivors (livealbum)
- 1990: From Here to Reality
- 1992: Church of the Truly Warped
- 1993: Live in Japan
- 1997: Punk Junkies
- 2002: Ha Ha
- 2010: Perfume and Piss
- 2017: Momentum

### Compilaties
- 1982: Leather, Bristles, No Survivors and Sick Boys
- 1990: The Clay Years - 1981 to 84
- 1990: Diplomatic Immunity
- 1992: The Clay Recordings '81-'84
- 1995: The Clay Punk Singles Collection

Timeline